# Mên-an-Tol
Le Mên-an-Tol est un petit alignement de trois pierres dressées dans les Cornouailles au Royaume-Uni. Il est connu pour sa pierre centrale, ronde et percée d'un large trou.

## Nom
En cornique, Mên-an-Tol signifie « pierre du trou » ou « pierre trouée ».
L'alignement est également connu localement comme la Crick Stone.

## Caractéristiques
Le Mên-an-Tol est dressé dans la région de Penwith, à la pointe ouest des Cornouailles, dans le sud-ouest du Royaume-Uni. L'alignement est situé à proximité de la route reliant Madron à Morvah, à environ 5 km au nord-ouest de Madron. En plein champ, il est accessible par un chemin d'une centaine de mètres depuis la route.
L'alignement est composé de trois pierres dressées de granite : une pierre ronde en forme d'anneau, percée en son centre, entourée de part et d'autre par deux pierres cylindriques de moindre taille, en avant et en arrière du trou. Vues sous un certain angle, les pierres forment un « 101 » tridimensionnel.
Il est possible que ces pierres marquent l'entrée d'une tombe disparue, les pierres trouées ayant souvent été trouvées en conjonction avec des chambres funéraires. Il est également possible qu'elles aient fait partie d'un calendrier antique, ou d'un cromlech disparu,.
Plusieurs légendes populaires sont associées à l'alignement, supposé posséder un gardien fée ou piskie capable de guérisons miraculeuses. Dans l'une de ces légendes, un changelin passé à travers le trou permet à la mère de récupérer son véritable enfant. Une autre légende prétend que si une femme passe à travers le trou sept fois lors de la pleine lune, elle tombera prochainement enceinte. Une autre encore stipule que le passage à travers la pierre trouée permet de guérir le rachitisme.